# Sadie e Gilbert
Sadie e Gilbert (Sadie Sparks) è una serie animata franco-irlandese che viene trasmessa dal 20 aprile 2019 da Disney Channel in Irlanda e Regno Unito, e in Italia su Disney Channel dal 6 giugno 2019 e su Cartoonito dal 2020. Il cartone animato è stato creato da Bronagh O'Hanlon e co-prodotto dall'irlandese Brown Bag Films e dalla francese Cyber Group Studios.

## Trama
Sadie trova un cappello da mago e, con sua sorpresa, conosce Gilbert, il coniglio che lo abita, assistente degli illusionisti più amati della storia.

## Episodi
| Stagione       | Episodi | Prima TV USA | Prima TV Italia |
| -------------- | ------- | ------------ | --------------- |
| Prima stagione | 26      | 2019         | 2019-2020       |

## Personaggi
Protagonisti
- Sadie Sparks, doppiata da Ludovica Bebi
- Gilbert, doppiato da Massimo Lodolo
- Teepee, doppiato da Alex Polidori
- Lulu, doppiata da Lucrezia Marricchi

Personaggi secondari
- Val, doppiata da Veronica Puccio
- Sam, doppiato da Alessandro Campaiola
- Blaine, doppiato da Manuel Meli
- Cornelius, doppiato da Oreste Baldini
- Preside Covert, doppiata da Mirta Pepe
- Madge, doppiata da Claudia Carlone
- Vincent, doppiato da Carlo Reali
- Mordecai, doppiato da Dario Oppido